# Anna Sandström

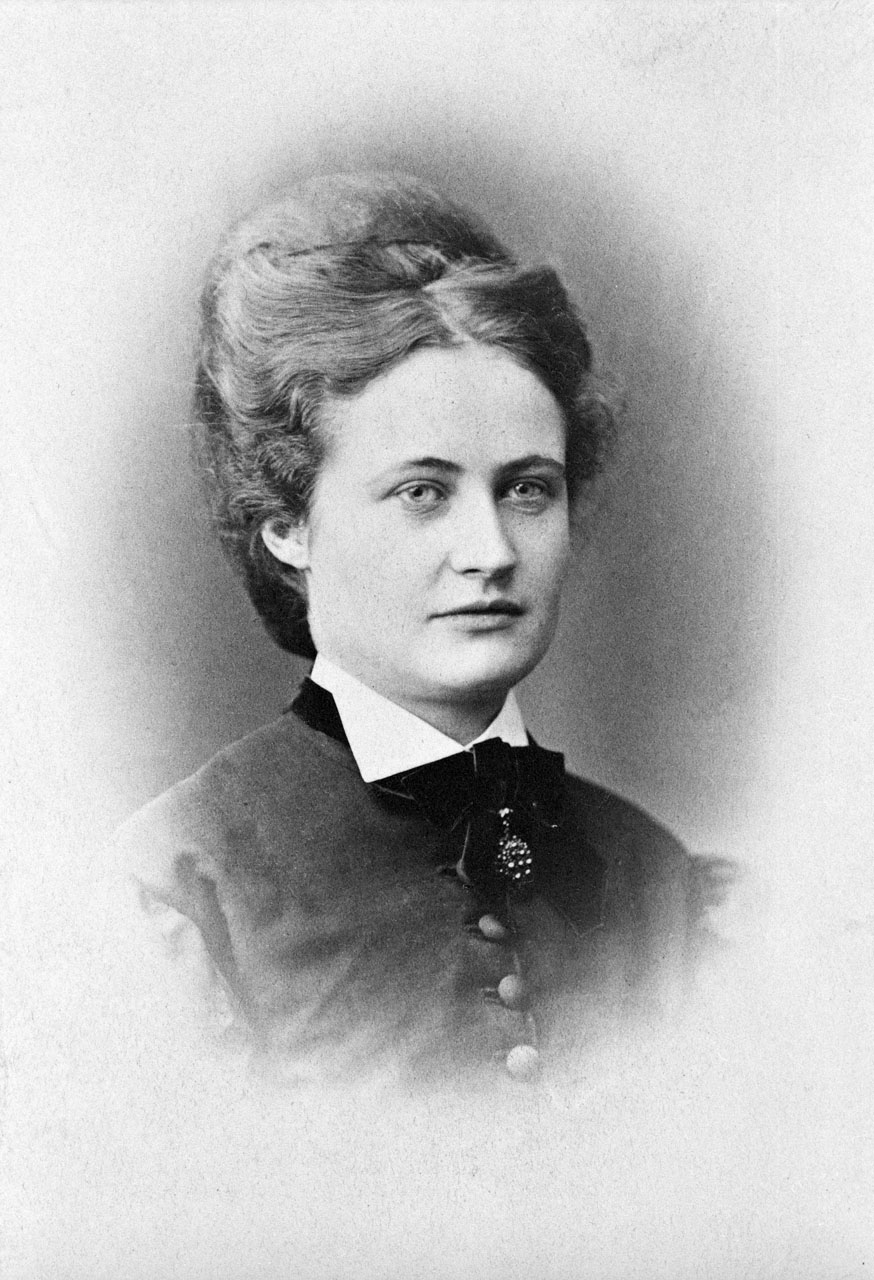

Anna María Carolina Sandström, (Estocolmo, 3 de setembro de 1854 - Estocolmo, 26 de maio de 1931), foi uma feminista sueca, uma inovadora pedagoga e pioneira dentro do sistema educativo do seu país. É considerada a líder da reforma pedagógica levada a cabo no ensino feminino na Suécia em finais do século XIX.